# Pada-Aruküla
Pada-Aruküla is een plaats in de Estlandse gemeente Viru-Nigula, provincie Lääne-Virumaa. De plaats heeft de status van dorp (Estisch: küla) en telt 11 inwoners (2021).
De plaats ligt ten oosten van het dorp Pada. De Põhimaantee 1, de hoofdweg van Tallinn naar Narva, loopt langs Pada-Aruküla.

## Geschiedenis
Pada-Aruküla was een nederzetting van landarbeiders op het landgoed van Pada en heette oorspronkelijk alleen Aruküla. De nederzettIng ontstond rond 1900. In 1977 werd Aruküla bij Pada gevoegd. In 1997 werd het weer een zelfstandig dorp, maar nu onder de naam Pada-Aruküla.